# Палій Михайло Михайлович
Михайло Михайлович Палій (нар. 22 грудня 1913, Хоростків, нині Тернопільської області — пом. 21 січня 2010, Лоренс, Канзас, США) — український історик, доктор історичних наук, професор, громадський діяч.

## Життєпис
Михайло Палій народився у Хоросткові, в родині Михайла Палія і Палани (з дому Слободян) 22 грудня 1913 року.
Коли йому виповнилося 15 років, він вже був активним членом Хоростківської «Просвіти», допомагав укомплектовувати народну бібліотеку. Тривалий час був бібліотекарем, першим секретарем «Просвіти» при «Народному домі» міста Хоросткова, організатором патріотично-громадської організації «Луг», активним членом хору «Просвіти». А також організував при «Народному домі» секцію противників паління.
З наступом німців на Польщу у 1939 році Михайло Палій був мобілізований до польського війська, а потім потрапив до німецького полону. Після приходу американців до Німеччини він перебував у переселенських таборах. З часом переїхав до США.
Історію Михайло Палій студіював у Геттінгені і Міннеаполісі, а бібліотекознавство — у Денвері. Захистив докторську дисертацію на тему «Історія Східної Європи». У 1951 році в Міннеаполісі Михайло Палій відкрив книгарню з метою поширення українських книжок в університетських і міських публічних бібліотеках та серед своїх людей. У 1952 році заснував в Міннеаполісі товариство «Приятелі української книжки». Був ініціатором заснування в 1958 році «Бібліотечної комісії при НТШ» в Нью-Йорку.
У 1977 році Михайло Палій разом з сином Петром заснував «Меморіальний фонд імені Марії Палій» при Канзаському університеті в Лоренсі, для поширення знань про Україну. Як професійний бібліотекар він розбудував колекції українських книжок в багатьох університетських бібліотеках. Особливо багата колекція з української історії і літератури. Він автор друкованих праць англійською мовою: "Анархізм Нестора Махна, 1918—1921 рр, «Українсько-польський союз, 1919—1921 рр.», «Україна і українці» (1983 рік) та численних статей про сучасну історію України.
Доктор Михайло Палій — член НТШ, УЗСА, АААСС та інших українських і американських наукових товариств.
Володіючи величезною власною бібліотекою, доктор Михайло Палій велику кількість книжок безкоштовно передав для університетів Києва, Львова, Харкова, Тернополя. Завдяки фінансовій допомозі Михайла Палія у міській бібліотеці його рідного міста Хоросткова з'явились меблі, книжкові шафи та приватна бібліотека самого Михайла Палія — понад 3 500 томів, а також газети і журнали різними мовами Європи. Крім того, його родина надала велику суму на ремонт церкви Положення Чесної Ризи та благоустрій церковного подвір'я, на споруджену тут на честь 2000 року фігури Мадонни, а на міському цвинтарі — пам'ятного знака на честь Усусусів.
21 червня 1998 року, майже через 60 років після еміграції доктор Палій відвідав рідний Хоростків. Міський голова Іван Пасічник вручив гостю диплом почесного громадянина Хоросткова і подарував сувенір із зображенням козацького ватажка Северина Наливайка. Сувенір виготовили хоростківські народні майстри, члени Спілки художників України Галина і Володимир Ковальчуки. А місцевий письменник-краєзнавець, член Спілки журналістів України Василь Корчемний подарував гостю свою друковану працю — книжечку про Хоростків під назвою «Місто на річці Тайна».
За вагомий вклад у збагачення книжкового фонду вартісними виданнями, надання щедрої матеріальної допомоги міській бібліотеці для дорослих, міська рада 29 лютого 2000 року вирішила присвоїти цій бібліотеці ім'я доктора Михайла Палія.
Помер 21 січня 2010 року в Лоренсі. Похований на цвинтарі святого Андрія в місті Саут-Баунд-Брук, Нью-Джерсі.